# 長浜ロマンロボシリーズ

長浜ロマンロボシリーズ（ながはまロマンロボシリーズ）は、1976年4月から1979年1月までテレビ朝日系列で放送された、東映テレビ事業部制作のテレビアニメシリーズ。シリーズの名称は、これに含まれる後述の3作品全てに総監督として携わった、長浜忠夫に由来するものである。

## 概要
本シリーズは、前出の東映テレビ事業部が企画し、アニメーションの実制作を創映社に委託するという制作体制が取られている。この制作体制は本シリーズ終了後も、制作局やアニメ制作会社、それに広告代理店を度々変えながらも、1984年放送の『ビデオ戦士レザリオン』まで、実に9作品にわたって踏襲されていくこととなる。
シリーズに含まれる3作品とも、主人公（とその仲間達）が合体ロボットや変形ロボットに乗り、地球を侵略する異星人と戦うという筋立てのスーパーロボット系アニメという点で共通しており、この他、敵の首領役には市川治が、ヒロイン役には上田みゆきが起用されている。戦闘シーンで繰り出される必殺技や、殺陣師の指導を参考にしたアクション演出が見せ場である。
「ロマンロボ」と称される由縁は、総監督の長浜が導入した大河ドラマ的な演出にあった。長浜は従来のロボットアニメにみられる勧善懲悪パターンから脱し、異星人側の地球を侵略する理由を描いて主客（善悪）の相対化を行った。視聴対象である小学校低学年には難解な面もあったものの、敵味方のキャラクターが織りなす愛憎・血縁・宿命など深みのある人間ドラマは、すでにロボットアニメを卒業していた年長の世代を引きつけた。その結果アニメブームを牽引するヤングアダルト層のファンを開拓することになった。
またシリーズの特色として、侵略軍の司令官である美形の男性キャラクターの存在も挙げられる。長浜が富野由悠季に代わり後半から担当した『勇者ライディーン』のプリンス・シャーキンに始まり、大将軍ガルーダ（『超電磁ロボ コン・バトラーV』）、プリンス・ハイネル（『超電磁マシーン ボルテスV』）、リヒテル提督（『闘将ダイモス』）と続く系統のキャラクターはいずれも高貴な身分に生まれ、種族の誇りをかけて地球人と戦い、数奇な運命に翻弄されながら散っていく。その悲劇性と金山明博ら（『超電磁ロボ コン・バトラーV』のみ安彦良和が坦当）のキャラクターデザインにより、女性アニメファンの支持を集め、前出の市川治の人気も高まった（後述の通り、シリーズに含まれる場合もある『未来ロボ ダルタニアス』でも、中年ではあるがレギュラーキャラクターの一人であるクロッペンを市川が演じている）。このように、女性人気が話題になりやすい本シリーズであるが、商業的に見ると玩具も売れており、『マジンガーZ』に始まるフジテレビ系列日曜19時台のロボットアニメよりも売れ、両者のスポンサーだったポピー（後のバンダイ）では本シリーズが主力となった。
バンプレスト（後のバンダイナムコゲームス）が販売している『スーパーロボット大戦シリーズ』では、主人公シリーズとして扱われている「ガンダムシリーズ」、「マジンガーシリーズ」、「ゲッターロボシリーズ」に次ぐ、登場回数が多いシリーズである。後述の通りストーリー上の関連性はないが、一部のシリーズ作品では、コン・バトラーV、ボルテスV、ダイモスの3作品による、専用の合体攻撃も用意された。

## シリーズ作品
シリーズという括りではあるものの、各作品ともストーリー上の関連性はない。また長浜が総監督を務め、ほぼ同様の体制で制作された『未来ロボ ダルタニアス』（東京12チャンネル、1979年 - 1980年）を含めた、4部作として扱われる場合もある。
- 超電磁ロボ コン・バトラーV（1976年4月 - 1977年5月）
- 超電磁マシーン ボルテスV（1977年6月 - 1978年3月）
- 闘将ダイモス（1978年4月 - 1979年1月）